# جینی ویزلی
جینِورا مالی ویزلی (به انگلیسی: Ginevra Molly "Ginny" Weasley) در سری داستان‌های تخیلی هری پاتر اولین و کوچک‌ترین دختر خانواده ویزلی است که مانند شش برادر خود به مدرسه جادوگری هاگوارتز دعوت شده و در آنجا آموزش دیده تا جادوگر شود.

## خانواده
جینی فرزند آرتور و مالی ویزلی و خواهر رونالد، فرد، جورج، بیل، چارلی و پرسی ویزلی و همسر هری پاتر و از دوستان قدیمی هرمیون گرنجر می‌باشد.

## حضور در کتاب‌ها

### هری پاتر و سنگ جادو
جینی اولین بار در هری پاتر و سنگ جادو معرفی شد. او در هری پاتر و سنگ جادو فقط دو بار حضور داشت.
هنگامی که هری و رون و فرد و جورج به هاگوارتز می‌رفتند او به مادرش التماس می‌کرد تا او نیز به مدرسه برود. در آخر کتاب او خیلی هیجان‌زده‌است تا زمانی که هری از مدرسه برمی گردد یک نگاه گذرا به او بیندازد.

### هری پاتر و تالار اسرار
در کتاب هری پاتر و تالار اسرار وقتی که جینی دانش آموز سال اول بود، بسیار مهم‌تر شد. او نیز وارد گروه گریفیندور شد. در این کتاب، هری بالاخره فهمید که یک دفترچه خاطرات جادویی که زمانی به تام ریدل (ولدمورت جوان) تعلق داشته، توانسته جینی را کنترل کرده و از او به عنوان وسیله‌ای برای دسترسی به تالار اسرار و رها کردن باسیلیسک به مدرسه استفاده می‌کرده‌است. در آخر آشکار شد که لوسیوس مالفوی دفترچه خاطرات در کتاب‌های مدرسه جینی قرار داده‌است. او امیدوار بود که با این کار جینی پدرش بی‌اعتبار شده و مدرکی هم برای برکناری دامبلدور از مدیریت مدرسه باشد بعد از اینکه جینی از روی سادگی، دربارهٔ زنده ماندن هری و نابودی لرد ولدمورت به تام گفت، ریدل او را به تالار اسرار کشاند و قصد داشت باکشتن او به زندگی جاودان برسد. هری به هر حال راه ورود به تالار را فهمید و با کمک فاوکس توانست باسیلیسک و دفترچه خاطرات را نابود کند و در نتیجه جان جینی را نجات دهد.

### کتاب‌های سوم و چهارم
جینی در هری پاتر و زندانی آزکابان و هری پاتر و جام آتش درگیری کمتری داشت. او فقط سه بار در این دو کتاب بر روی هری تأثیر متقابل داشت. در هری پاتر و جام آتش جینی می‌خواست با نویل لانگ باتم به جشن کریسمس برود که رون به او گفت با هری برود. اما به دلیل اینکه درخواست نویل را قبول کرد، نتوانست با هری به جشن برود.

### هری پاتر و محفل ققنوس
در هری پاتر و محفل ققنوس، جینی یک شخصیت مهم‌تری شد. در این کتاب، او نشان داد که یک مهارت ویژه در کوییدیچ دارد، که قبلاً خواننده از آن اطلاع نداشت. هرمیون آشکار کرد که وقتی جینی کمتر از شش سال داشت و برادرانش به او اجازه بازی نمی‌دادند، او پنهانی در انبار جاروها با جاروهای برادرانش تمرین می‌کرد. وقتی دولورس آمبریج هری را از بازی در کوییدیچ محروم کرد، جینی به جای او جستجوگر شد ولی به خوبی او نبود. او با گرفتن گوی زرین در دو بازی مهم ثابت کرد که جانشین خوبی است. او بعداً فهمید که مهاجم بودن برای او مناسب تر است. جینی همچنین عضو ارتش دامبلدور شد و با هری برای نجات جان سیریوس، به وزارت سحر و جادو رفت.

### هری پاتر و شاهزاده دورگه
در هری پاتر و شاهزاده دورگه خوانندگان خیلی زود متوجه می‌شوند که جینی به خاطر خوبی‌هایش خیلی محبوب است. جینی در تیم گریفیندور به عنوان یک مهاجم حضور داشت در نتیجه اوقات بیشتری را با هری سپری می‌کرد و سرانجام آن دو با یکدیگر دوست شدند و روابط عشقی و عاطفی شدید با هم برقرار می‌کنند. هری متوجه می‌شود که عاشق جینی شده‌است و بعد از بردن یکی از مسابقات کوییدیچ جینی را بقل می‌کند و بعد متوجه می‌شود که برادر جینی و صمیمی‌ترین دوستش مشکل زیادی با این دوستی ندارد (البته نسبت یه بقیهٔ رابطه‌های جینی). جینی در کنار چهار عضو دیگر ارتش دامبلدور که سال قبل به همراه هری به وزارت سحر و جادو رفته بودند، سعی می‌کرد تا زمانی که هری و دامبلدور خارج از مدرسه هستند از هاگوارتز محافظت کند. آن‌ها در کنار اعضای محفل ققنوس با مرگ‌خوارانی که به کمک دراکو مالفوی وارد مدرسه شده بودند جنگیدند و جینی بدون هیچ آسیبی (به لطف معجون فلیکس فسیلیسی که هری به او و رون و هرمایینی داده بود) نجات پیدا کرد. بعد از مرگ دامبلدور، هری تصمیم گرفت تا به روابطش با جینی خاتمه دهد، زیرا ممکن بود او در خطر بیفتد.

### هری پاتر و یادگاران مرگ
در این کتاب، جینی اولین بار وقتی ظاهر شد که هری قبل از تولدش به خانه ویزلی‌ها رفته بود. زمانی که هری، رون و هرمیون به دنبال جان‌پیچ‌ها بودند، جینی به هاگوارتز رفت. او در هاگوارتز با نویل و لونا لاوگود به هدایت ارتش دامبلدور پرداخت و از رفتن به سفرهای هاگزمید محروم بود. جینی در نقشه دزدیدن شمشیر گریفیندور از اسنیپ، کسی که فکر می‌کردند با ولدمورت همکاری می‌کند، نیز سهیم بود. در تعطیلات عید پاک وقتی که خانواده ویزلی در خطر بود به خاطر اینکه معلوم شد رون ویزلی پسر کوچک این خانواده با هری پاتر همراهی می‌کند و مبتلا به سرخه کورک نیست و به وزارتخانه دروغ گفته بودند. او به همراه خانواده اش پنهان و به هاگوارتز بر نمی‌گردد. او همچنین با بقیه به جنگ با ولدمورت در نبرد هاگوارتز پرداخت و برادرش، فرد را از دست داد.

### ۱۹ سال بعد
۱۹ سال بعد او با هری ازدواج کرده و صاحب دو پسر و دختر به نام‌های آلبوس، جیمز و لیلی پاتر می‌شود. او ابتدا در تیم کوییدیچ هارپی هالی هد شروع به بازی می‌کند امّا بعد تصمیم می‌گیرد شغلی را انتخاب کند که بتواند بیشتر همراه خانواده اش باشد بنابراین خبرنگار ستون کوییدیچ روزنامهٔ پیام امروز می‌شود.